# Michael Leiter

Escudo del Centro Nacional Antiterrorista. El NCTC es una institución dependiente de la Oficina del Director de la Inteligencia Nacional estadounidense.

Michael E. Leiter (Englewood 1969) es un político estadounidense, que se desempeñó como director del Centro Nacional Antiterrorista de los Estados Unidos (NCTC) entre 2005 y 2011. Tras haber participado en la Administración de George W. Bush, Leiter fue uno de los miembros destacados de la Administración Obama.

## Estudios y servicio militar
Michael Leiter obtuvo el título de Bachelor of Arts en la Universidad de Columbia, Nueva York, en 1991. Tras su graduación, sirvió como oficial de vuelo (NFO) en la marina estadounidense y fue tripulante del Grumman EA-6B Prowler hasta 1997. También participó en las operaciones de los EE. UU., la OTAN y las Naciones Unidas en la Antigua Yugoslavia e Irak. Más adelante, en el año 2000, obtuvo el título de juris doctor en la Universidad de Harvard, dónde se graduó con los honores magna cum laude, además de ser el presidente n.° 113 de la revista Harvard Law Review. Leiter también participó en la defensa de los derechos humanos de la Facultad de Derecho de Harvard con el Tribunal Penal Internacional para la Antigua Yugoslavia en La Haya.

## Carrera
Tras sus estudios en la Facultad de Derecho, Leiter fue letrado del juez asociado Stephen Breyer de la Corte Suprema de los Estados Unidos y del juez Michael Boudin de la Corte de Apelaciones para el Primer Circuito.
Desde el 2002 hasta el 2005, sirvió en el Departamento de Justicia de los Estados Unidos como asistente del procurador general del Estado para el Distrito Este de Virginia. Leiter procesó una gran variedad de crímenes federales, como por ejemplo: delitos de narcotráfico, crímenes organizados, asesinatos castigados con pena capital y blanqueo de dinero.
Más adelante, Leiter sirvió como diputado del Consejo General y como director asistente del presidente de la Comisión Robb Silbermann, encargada de la investigación de armas de destrucción masiva en Irak. Leiter se centró en hacer reformas en la Comunidad de Inteligencia de EE. UU., en particular lo que es ahora la rama de Seguridad Nacional del FBI.
Inmediatamente antes de formar parte del NCTC, Leiter fue diputado jefe del personal de la Oficina del Director de Inteligencia Nacional (ODNI).
También estuvo involucrado en el desarrollo de los centros nacionales de inteligencia, incluyendo el NCTC y el Centro Nacional de Contraproliferación (NCPC). Además, sirvió de asesor político y de inteligencia al director de la Inteligencia Nacional y a su diputado principal.
En 2007, fue proclamado director del NCTC y en 2009, le propusieron formar parte de la Administración de Obama.

## Polémica
El NCTC, bajo la responsabilidad de Leiter, fue criticado públicamente por no detectar las amenazas del extremista, Umar Farouk Abdulmutallab. El 25 de diciembre de 2009, el estudiante nigeriano, consiguió subir a bordo del vuelo 253 del Northwest Airlines que viajaba de Ámsterdam a Detroit con un artefacto explosivo. Afortunadamente, el dispositivo que ocultaba en su ropa interior no estalló.
En un artículo del periódico The New York Times del 31 de diciembre de 2009,
se dijo que la agencia, que fue fundada específicamente para coordinar información sobre el terrorismo, había fracasado al cumplir su misión. Aunque Leiter no fue mencionado, se describió al NCTC como el eslabón débil en toda la serie de operaciones de inteligencia.